# 鯖田豊之
鯖田 豊之（さばた とよゆき、1926年3月12日－ 2001年10月25日）は、日本の歴史学者、評論家、京都府立医科大学名誉教授。
専攻は西洋中世史、比較史。

## 来歴
奈良県生まれ。1952年京都大学文学部史学科卒。島根大学助教授や京都府立医科大学教授を経て、1988年に定年退官し、名誉教授。
『肉食の思想』が話題となり、保守派評論家として知られた。

## 著書

### 単著
- 『ヨーロッパ封建都市』創元社 1957年  のち講談社学術文庫
- 『封建支配の成立と村落共同体』未来社 1962年
- 『日本を見なおす その歴史と国民性』講談社現代新書 1964年
- 『肉食の思想 ヨーロッパ精神の再発見』中公新書 1966年  のち文庫
- 『戦争と人間の風土 日本を考える一つの指標』新潮選書 1967年 　
  - 『日本人の戦争観はなぜ「特異」なのか』主婦の友インフォス情報社 2005年
- 『世界のなかの日本 国際化時代の課題』研究社叢書 1971年
- 『生と死の思想 文明史の旅から』朝日新聞社 1971年  のち選書
- 『文明の条件 日本とヨーロッパ』講談社現代新書 1972年
- 『世界の歴史 9 ヨーロッパ中世』河出書房新社 1974年 のち文庫
- 『文明と風土』日本経済新聞社 1974年
- 『生きる権利・死ぬ権利』新潮選書 1976年
- 『生活文化の発想 ヨーロッパと日本』雄山閣出版(カルチャーブックス) 1977
- 『肉食文化と米食文化 過剰栄養の時代』講談社 1979年  のち中公文庫
- 『水道の文化 西欧と日本』新潮選書 1983年
- 『都市はいかにつくられたか』朝日選書 1988年
- 『火葬の文化』新潮選書 1990年
- 『ラインの文化史 水とヨーロッパ社会』刀水書房 1995年
- 『水道の思想 都市と水の文化誌』中公新書 1996 年
- 『金が語る20世紀 金本位制が揺らいでも』中公新書 1999年

### 共編
- 飯島宗一『日本人とは何か』日本経済新聞社 1973年

### 翻訳
- プラーニッツ『中世都市成立論 商人ギルドと都市宣誓共同体』未来社 1959年
- クルト・シンガー『三種の神器 一ドイツ人の日本文化史観』形象社 1975年  のち講談社学術文庫

## 参考
- http://bookweb.kinokuniya.co.jp/htm/4072475688.html